# رضویه (طبس)
رضویه، روستایی است از توابع بخش دیهوک و در شهرستان طبس استان خراسان جنوبی ایران.

## جمعیت
این روستا در دهستان دیهوک قرار داشته و بر اساس سرشماری سال 1395 جمعیت آن (25خانوار) 60نفر
بوده است.